# Keikawus Arasteh
Keikawus Arasteh (* 1955) ist ein deutsch-iranischer AIDS-Forscher und Arzt aus Berlin. 

## Leben und Wirken
Er hat Humanmedizin studiert und seine Dissertation 1991 zu dem Thema Untersuchungen zur Häufigkeit, Morphologie und nosologischen Bewertung der Korpusgastritis geschrieben. Arasteh wurde im Jahr 2000 habilitiert. Ab 2001 war er Chefarzt der Klinik für Innere Medizin, Infektionskrankheiten und Gastroenterologie im Vivantes Auguste-Viktoria-Klinikum in Berlin-Schöneberg. Nach 19 Jahren als Chefarzt verließ er im Jahr 2020 das Vivantes-Klinikum. Er gilt als HIV- und AIDS-Experte. Im Juli 2017 äußerte sich Arasteh positiv zur Zulassung des AIDS-Medikamentes Raltegravir.

## Werke (Auswahl)
- Keikawus Arasteh, Hanns-Wolf Baenkler, Christiane Bieber, Roland Brandt und Tushar Thomas Chatterjee: Innere Medizin. 4. Auflage. Thieme, Stuttgart, New York 1999, ISBN 978-3-13-118164-0.
- Keikawus Arasteh und Rudolf Weiß: Buch gegen die Panik: Leben mit der HIV-Infektion. 4. Auflage. Rosa Winkel, Berlin 1997, ISBN 978-3-86149-046-3.
- Keikawus Arasteh, Rudolf Weiß und Beate Steven: Menschen mit Aids: Stationäre und ambulante Pflege. Springer Science+Business Media, Berlin, Heidelberg 1999, ISBN 978-3-662-08659-9.
- Keikawus Arasteh, Michael Nürnberg und Hartmut Stocker: Krebsscreening bei HIV-Patienten: Malignome des Gastrointestinaltrakts. In: MMW - Fortschritte der Medizin. Band 162, Nr. 2, 2020, S. 37–39, doi:10.1007/s15006-020-0644-z.